# Chiesa di Ognissanti (chiesa anglicana di Roma)
La chiesa di Ognissanti (in inglese: All Saints' Church) è un luogo di culto cristiano situato nel rione Campo Marzio, in via del Babuino; sorta per la comunità anglicana, attualmente è officiata anche da quella vetero-cattolica. Insieme alla chiesa di San Paolo dentro le Mura (appartenente al ramo americano della Comunione anglicana cioè la Chiesa episcopale) é una delle due chiese anglicane romane.

## Storia
Nell'area in cui è situata la chiesa di Ognissanti, sorgeva il "Viridarium Magnum", ampia villa fatta edificare nel 1575 da Flavio Orsini ed acquistata nel 1615 dagli agostiniani scalzi che la riadattarono a convento edificandovi un oratorio interno dedicato a sant'Antonio che, all'atto di ricostruzione dell'intero complesso avvenuta nel 1619, venne preservato. Il convento venne poi ampliato verso via del Corso con la costruzione della chiesa di Gesù e Maria. Soppresso durante l'occupazione francese (1798-1799) e ripristinato nel 1815, venne definitivamente abbandonato dai religiosi nel 1870 e trasformato in caserma della Polizia di Stato.
La comunità inglese di fede anglicana residente a Roma si formò a partire dal 1816 intorno al suo primo cappellano Corbert Hue, e nei primi anni si riunì in vari locali provvisori e poi dal 1825 in un vecchio granaio situato immediatamente fuori porta del Popolo. A causa del crescente numero dei fedeli e della problematica vicinanza con uno dei principali accessi alla città, nel 1871 venne interpellato il celebre architetto inglese George Edmund Street sull'opportunità di restaurare radicalmente l'edificio già in uso oppure di costruire una nuova chiesa con annessa casa canonica. Per quanto Street presentò disegni per migliorare la cappella già esistente, si dovette optare per la seconda ipotesi in seguito alla demolizione del vecchio granaio per l'apertura dell'attuale piazzale Flaminio, stabilita dal comune di Roma nel 1874. Nello stesso periodo una congregazione anglicana rivale di vedute più protestanti si distaccò e fondò nel 1874 una propria chiesa a piazza San Silvestro, dedicata alla Santissima Trinità e disegnata da Antonio Cipolla, che fu demolita negli anni 1910 per ampliare la piazza; questa comunità si trasferì poi in un nuovo edificio appositamente costruito in stile neoromanico su un progetto di Edmund Fisher nel 1913, in via Romagna; la chiesa chiuse per il culto con l'avvicinarsi della guerra e fu demolita nel 1948.
Il Comune di Roma offrì quindi per l'edificazione di una nuova chiesa i ruderi dell'infermeria del convento degli agostiniani scalzi prospicienti via del Babuino che vennero acquisiti nel febbraio 1880. La costruzione iniziò nell'estate di quello stesso anno, su progetto di Street (che morì nel 1881 e al quale subentrò il figlio Arthur Edmund) con lo scavo delle fondamenta, nel corso del quale furono rinvenuti i resti di una domus senatoria di epoca imperiale, probabilmente di Tito Sestio Africano; la prima pietra venne posata l'9 aprile 1882. I lavori si protrassero per cinque anni, tra gravi difficoltà economiche. La chiesa, con la torre campanaria ancora incompiuta (verrà completata solo nel 1937) venne aperta al culto il 10 aprile 1887, domenica di Pasqua. L'annessa canonica venne edificata soltanto tra il 1907-1915 su progetto di Vincenzo Cannizzaro.
Durante la seconda guerra mondiale la chiesa venne chiusa dalle autorità militari dal 3 giugno 1940 al 9 giugno 1944 quando venne provvisoriamente utilizzata come cappella della locale guarnigione del British Army per poi riprendere la regolare attività pastorale.
La chiesa ha ricevuto la visita di papa Francesco il 26 febbraio 2017.

## Descrizione

### Architettura
La chiesa di Ognissanti è opera degli architetti inglesi George Edmund e Arthur Edmund Street con i quali collaborò l'italiano Pio Barucci, mentre la supervisione dei lavori in loco venne affidata a William Morris e Edward Burne-Jones. Si presenta in severo stile neogotico di ispirazione marcatamente inglese, in contrasto con l'architettura romana e della zona e, proprio per questo motivo, scartato dallo stesso George Edmund Street nei progetti preliminari; l'architetto edificherà poi tra il 1872 e il 1876 San Paolo dentro le Mura, sempre a Roma, per la Chiesa episcopale, che si presenterà maggiormente legata alla tradizione bizantina e al romanico lombardo della basilica di San Zeno a Verona.
Particolare attenzione in fase progettuale fu data alla scelta dei materiali, in modo tale da esaltarne la qualità: mentre l'esterno è caratterizzato dalla cortina in laterizi rossi provenienti da Siena e posti in contrasto con elementi decorativi in travertino, all'interno spicca la pietra rosata, proveniente da Arles, che si accompagna ad altre varietà di marmi italiani, quali i bianchi di Brindisi e di Como, il giallo di Siena, il nero di Verona, il rosso di Perugia e il verde di Seravezza.

### Esterno

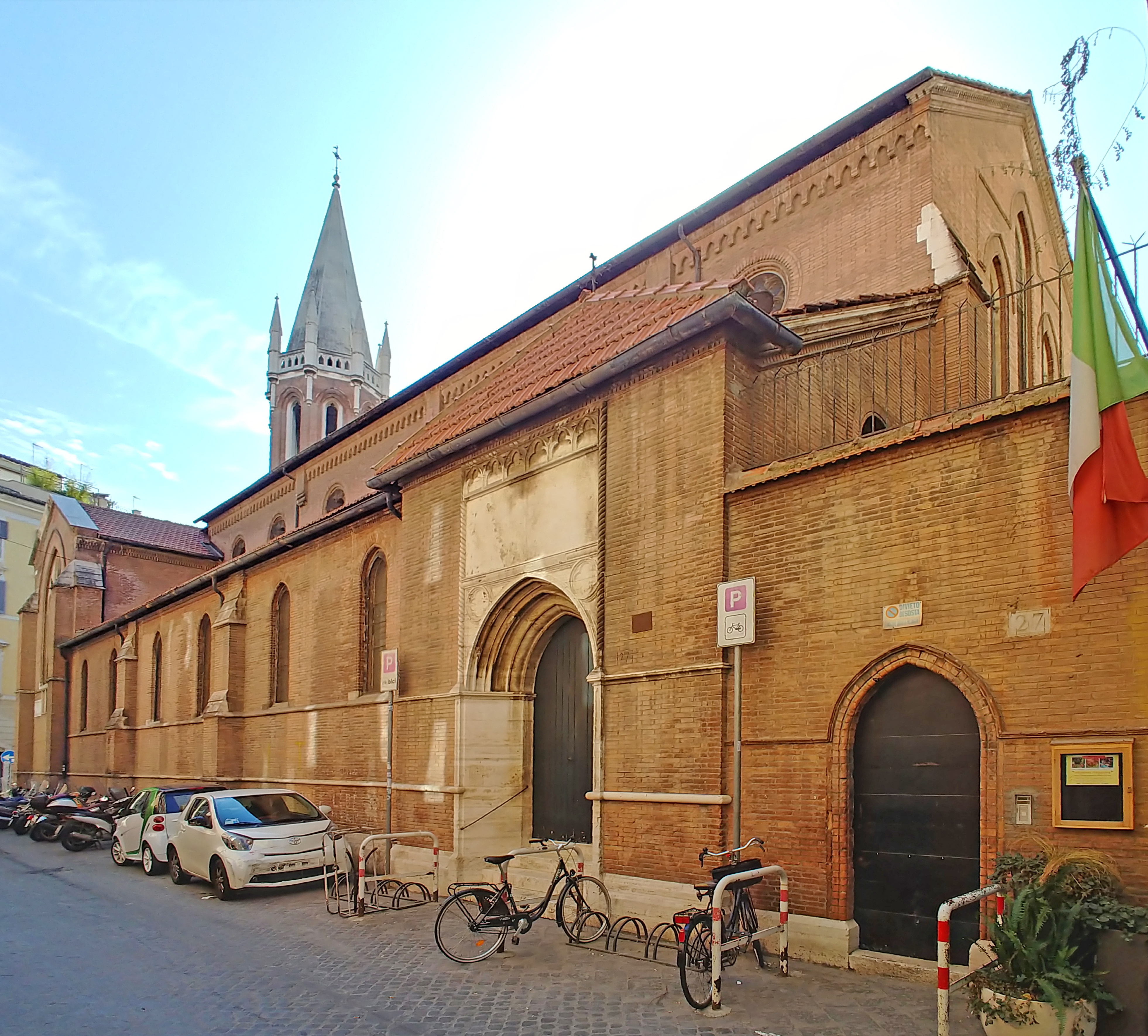
Fianco sinistro e portale

La chiesa sorge all'intersezione tra via del Babuino e via Gesù e Maria con orientamento ovest-est. A tale disposizione è dovuta l'anomala posizione dei due ingressi: l'uno su via Gesù e Maria, lungo il fianco sinistro in corrispondenza della prima campata della navata laterale; l'altro su via del Babuino, alla base della torre campanaria. Quest'ultima è ottagonale all'esterno e circolare all'interno e presenta addossata al lato orientale una torre scalare; il coronamento venne realizzato su disegno dell'ingegnere Babini soltanto nel 1937 ed è costituito dalla cella campanaria (che si apre verso l'esterno con una monofora ogivale strombata per lato) e dalla svettante cuspide in travertino, anch'essa a base ottagonale, intorno alla quale corre una balaustra ad archetti intervallata da otto pinnacoli nello stesso materiale, che alla sua sommità raggiunge un'altezza di 42,7 metri. Accanto al campanile si trova l'abside poligonale, sobriamente decorata con una cornice in laterizio nella parte superiore.
Il fianco sinistro è caratterizzato dal volume della cappella laterale e dai contrafforti aggettanti. L'ingresso su quel lato, sottolineato da una lieve sporgenza rispetto alla navata e da una copertura piramidale sormontata da una croce in ferro battuto, è costituito da un portale a sesto acuto in travertino profondamente strombato, con prospetto ornato da elementi architettonici neogotici. La facciata, a salienti, dà su un angusto cortile, risultando pressoché addossata all'edificio contiguo, e per questo motivo è priva di decorazioni.

### Interno

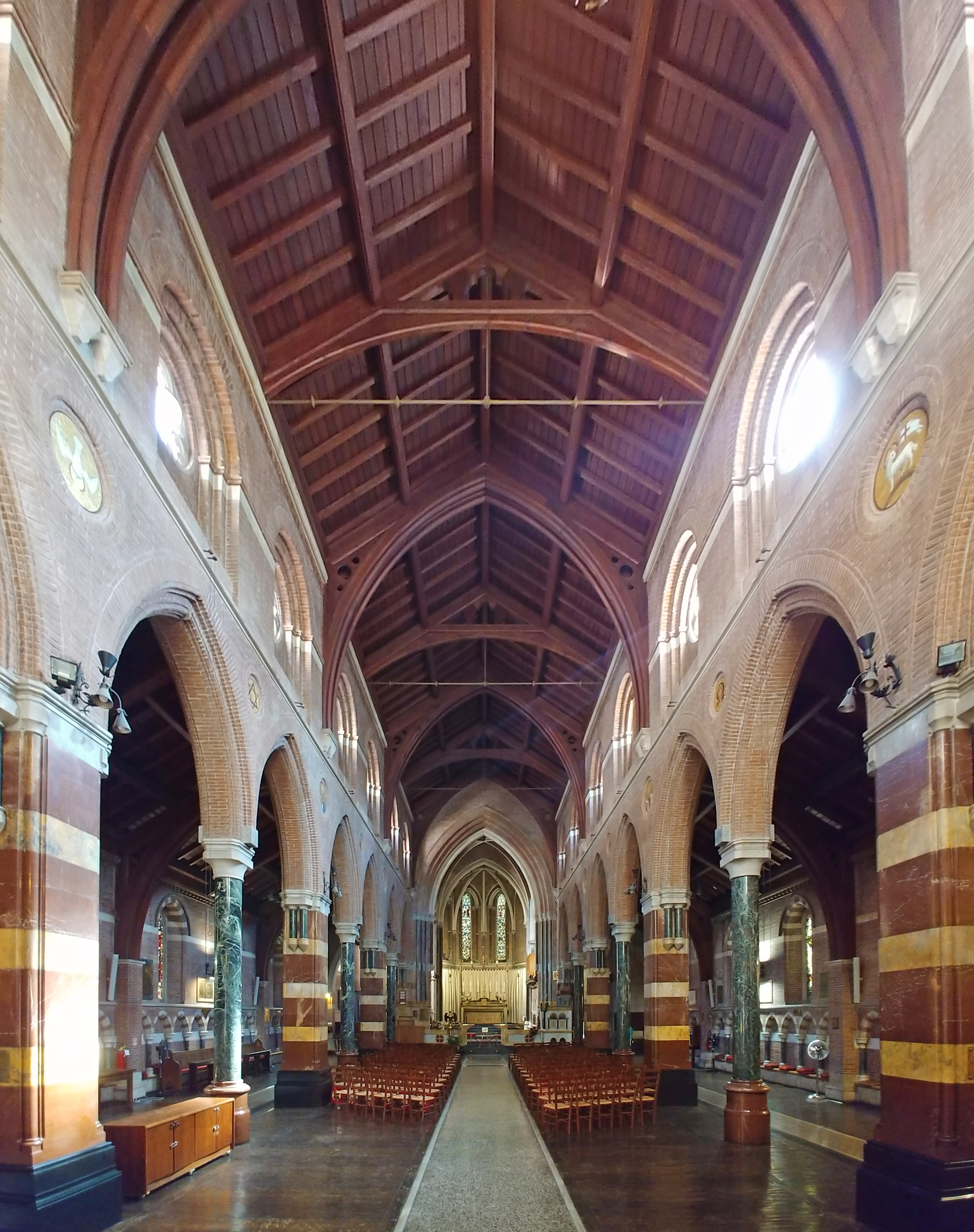
Interno

La chiesa presenta una pianta a tre navate delle quali quella centrale termina con l'abside preceduta dal coro quadrangolare. Le navate sono separate da archi a tutto sesto poggianti su colonne circolari intervallati a pilastri quadrangolari marmorei, in corrispondenza dei quali il soffitto ligneo è sorretto da arcate ogivali poggianti su mensole che segnano la suddivisione interna in campate. Nella navata centrale, tra le arcate, vi sono tondi in mosaico raffiguranti gli Evangelisti ed altri simboli cristiani, disegnati da Edwrd Burne-Jones.
Le pareti delle navate laterali sono caratterizzate nella parte inferiore da una serie continua di arcate su colonnine, al di sopra delle quali si aprono le monofore ogivali che danno luce all'ambiente, mentre il cleristorio della nave maggiore è costituito da rosoni circolari inscritti dentro nicchie ad arco a tutto sesto. Tutte le vetrate policrome della chiesa sono quelle originarie realizzate dalla ditta londinese Clayton and Bell e sono in stile neomedievale. La più recente è quella che costituisce il pannello centrale della grande trifora in controfacciata e rappresenta l'Ascensione di Gesù, realizzata diversi anni dopo le altre nel 1908 in memoria del cappellano Frank Oxenham; le altre della navata raffigurano Santi, mentre in quella sopra l'altare laterale vi sono i sei Arcangeli (tre di tradizione biblica e tre no).
La controfacciata presenta, in luogo del portale, una nicchia absidata che accoglie il fonte battesimale in marmi policromi, progettato da Arthur Edmund Street (1883), con vasca ottagonale ornata a bassorilievo e poggiante su quattro tozze colonnine. Ai suoi lati sono poste due targhe marmoree che commemorano rispettivamente i militari inglesi caduti nello sbarco di Anzio e l'entrata a Roma delle truppe alleate il 5 giugno 1944. All'inizio della navata destra si trova un'icona di Gesù Salvatore (2017), realizzata per la visita di papa Francesco e da lui benedetta.

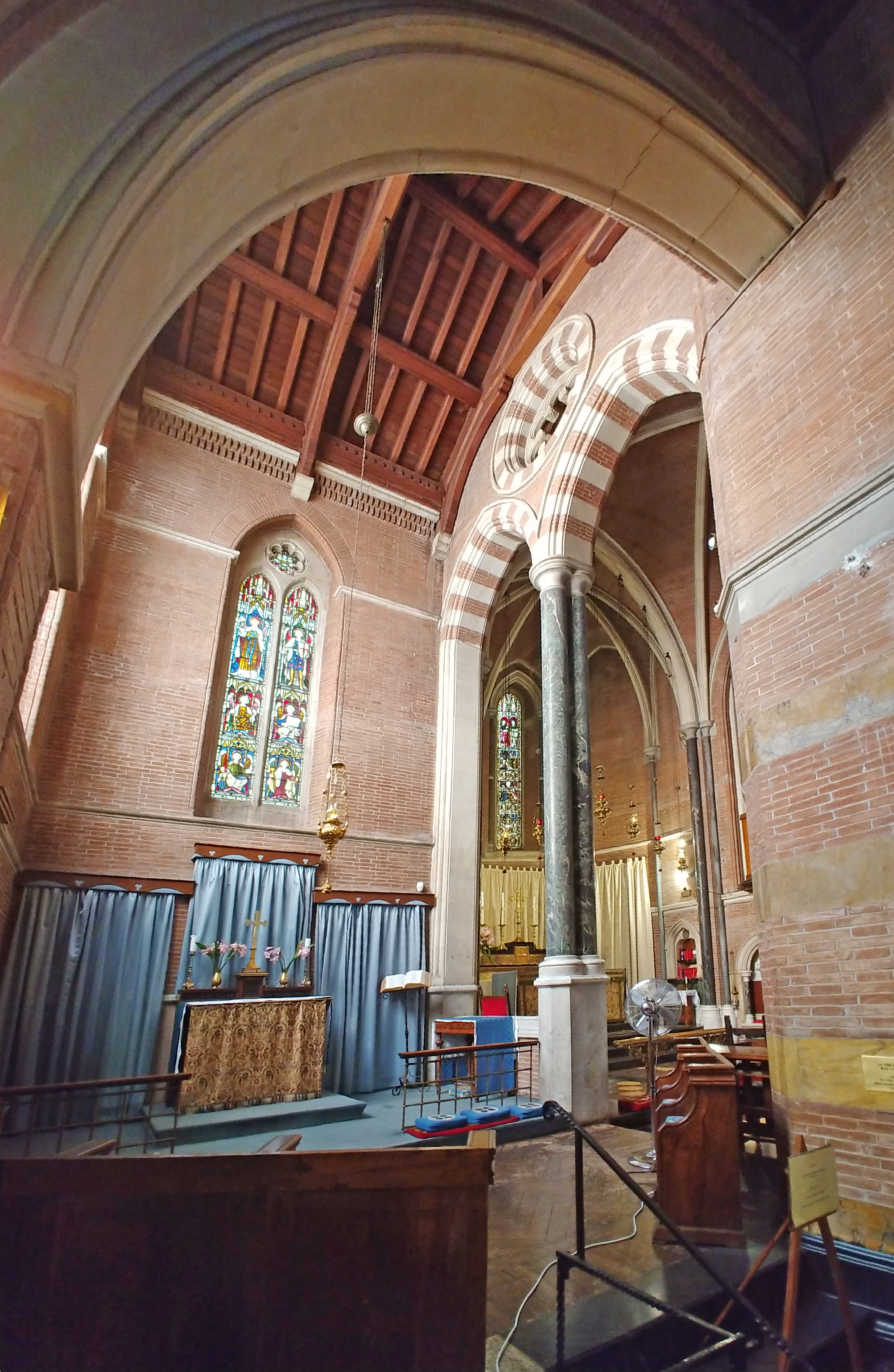
Cappella laterale

La navata di sinistra termina con la cappella laterale, concepita come il braccio sinistro di un ideale transetto (della quale la chiesa è sprovvista); è a pianta quadrangolare, illuminata da un'ampia trifora che si apre nella parete di sinistra e coperta con soffitto ligneo a doppio spiovente trasversale. Sulla parete di sinistra vi è una copia, probabilmente del XVIII secolo, di un bassorilievo di Benedetto da Maiano raffigurante la Madonna col Bambino (l'originale, del XV secolo, si trova presso il museo Bardini di Firenze), mentre a ridosso di quella di fondo vi è l'altare ligneo con tabernacolo. In fondo alla navata di destra, invece, una porta dà accesso all'interno del campanile dove si trova l'ingresso su via del Babuino; nel corridoio vi è il cenotafio in marmi policromi del cappellano Francis Blake Woodward, disegnato dall'architetto William Slater come dossale dell'altare della vecchia cappella fuori porta del Popolo e installato nell'attuale collocazione soltanto nel 1892.
L'abside poligonale è preceduta dal coro quadrangolare coperto con volta a crociera costolonata, la cui parete di destra è costituita da un'ampia bifora che dà accesso alla contigua cappella laterale. Il presbiterio è delimitato dalla balaustra marmorea disegnata nel 1889 da Arthur Edmund Street, al quale si deve anche il pulpito (1891) che presenta elementi neoromanici. Alle spalle dell'altare maggiore, anch'esso in marmo, vi è un velario che, secondo l'uso anglicano, viene cambiato secondo il colore del tempo liturgico corrispondente. Le vetrate delle tre monofore rappresentano Santi e Scene della vita di Gesù.

### Organo a canne

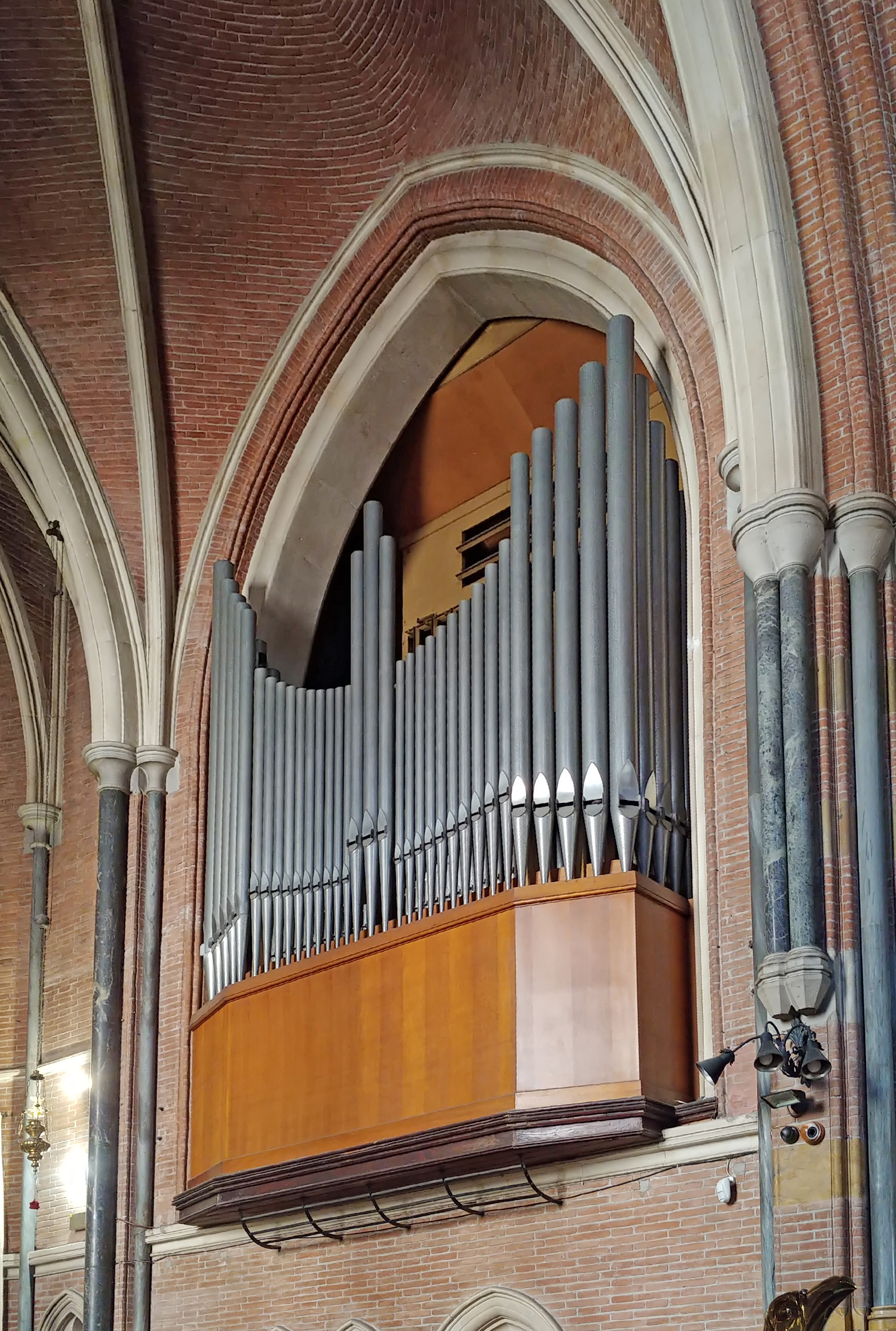
Prospetto principale dell'organo a canne

Un primo organo a canne venne costruito dall'inglese Peter Conacher nel 1894 su progetto di Herbert Oakley, e si trovava a pavimento alla sinistra del coro, nell'attuale cappella laterale, nonostante la presenza sulla parete opposta della cantoria che all'epoca veniva utilizzata dai fedeli per assistere alle celebrazioni. Venne spostato su quest'ultima nel 1913 e in tale occasione elettrificato; tra il 1959 e il 1960 fu ricostruito dalla ditta Mascioni (opus 789) con la consulenza di Fernando Germani che lo inaugurò il 9 novembre 1960. Venne poi restaurato da Mascioni nel 1979.
L'organo è a trasmissione elettrica e dispone di 40 registri per un totale di 2392 canne. Presenta un duplice prospetto: quello principale è sul coro ed è costituito da un semplice basamento ligneo sporgente sul quale si trovano le canne di principale in tre cuspidi (delle quali le due laterali angolari e quella centrale più piccola, affiancata da due ali digradanti), con bocche a mitria; quello laterale è inserito all'interno di una finestra ogivale al di sopra del portale di accesso al campanile, nella parete di fondo della navata destra. La consolle, mobile indipendente, è situata a pavimento nell'aula e dispone di tre tastiere e pedaliera.